# いつか行く旅
『いつか行く旅』（いつかいくたび）は、1989年4月3日から1991年9月16日までテレビ朝日系列ほかで放送されていたテレビ朝日製作の旅番組である。大塚製薬の一社提供。放送時間は毎週月曜 19:30 - 20:00（日本標準時）。
番組は、毎回リポーターが日本各地の美術館や食べ放題の店などを訪れる模様を放送。リポーターは全員ゲストで、固定の出演者は無し。ナレーションは基本的に野沢那智が担当し、回によっては渡辺篤史などが担当するというスタイルであった。

## テーマ曲

### オープニングテーマ
- Witch Way（中川イサト、作曲・編曲：難波弘之）

### エンディングテーマ
- 世界でいちばん熱い夏（プリンセス プリンセス、初代エンディングテーマ） - 平成レコーディング版を使用。
- Kiss（池田聡、1989年）
- ダイヤモンド見分けなさい -Is it true love-（中原めいこ、1990年）
- 遊びにきてね（PSY・S、1990年）
- LOVIN' YOU（森川美穂、1991年）
- Shiny Day（川島だりあ、1991年4月 - 1991年6月） - 当時の大塚製薬ポカリスエットのCMソング。
- ギリギリしてる（田中美奈子、作詞・作曲：川島だりあ、1991年7月 - 1991年9月）

## 放送局
系列は放送当時のものを記載。
| 放送対象地域   | 放送局             | 系列                                         | ネット形態 | 備考                              |
| -------------- | ------------------ | -------------------------------------------- | ---------- | --------------------------------- |
| 関東広域圏     | テレビ朝日         | テレビ朝日系列                               | 製作局     |                                   |
| 北海道         | 北海道テレビ       | テレビ朝日系列                               | 同時ネット |                                   |
| 青森県         | 青森放送           | 日本テレビ系列 テレビ朝日系列                | 遅れネット | 日曜 12:00 - 12:30 に放送         |
| 宮城県         | 東日本放送         | テレビ朝日系列                               | 同時ネット |                                   |
| 福島県         | 福島放送           | テレビ朝日系列                               | 同時ネット |                                   |
| 新潟県         | 新潟テレビ21       | テレビ朝日系列                               | 同時ネット |                                   |
| 富山県         | 北日本放送         | 日本テレビ系列                               | 遅れネット |                                   |
| 石川県         | 北陸放送           | TBS系列                                      | 遅れネット | 土曜 17:00 - 17:30 に放送         |
| 山梨県         | 山梨放送           | 日本テレビ系列                               | 遅れネット |                                   |
| 長野県         | テレビ信州         | 日本テレビ系列 テレビ朝日系列                | 同時ネット | クロスネット解消前の1991年3月まで |
| 長野県         | 長野朝日放送       | テレビ朝日系列                               | 同時ネット | 1991年4月の開局時から             |
| 静岡県         | 静岡けんみんテレビ | テレビ朝日系列                               | 同時ネット | 現：静岡朝日テレビ                |
| 中京広域圏     | 名古屋テレビ       | テレビ朝日系列                               | 同時ネット |                                   |
| 近畿広域圏     | 朝日放送           | テレビ朝日系列                               | 同時ネット | 現：朝日放送テレビ                |
| 島根県・鳥取県 | 山陰放送           | TBS系列                                      | 遅れネット | 日曜 17:00 - 17:30 に放送         |
| 広島県         | 広島ホームテレビ   | テレビ朝日系列                               | 同時ネット |                                   |
| 香川県・岡山県 | 瀬戸内海放送       | テレビ朝日系列                               | 同時ネット |                                   |
| 福岡県         | 九州朝日放送       | テレビ朝日系列                               | 同時ネット |                                   |
| 長崎県         | 長崎文化放送       | テレビ朝日系列                               | 同時ネット | 1990年4月の開局時から             |
| 熊本県         | 熊本朝日放送       | テレビ朝日系列                               | 同時ネット | 1989年10月の開局時から            |
| 宮崎県         | テレビ宮崎         | フジテレビ系列 日本テレビ系列 テレビ朝日系列 | 遅れネット | 日曜 9:30 - 10:00 に放送          |
| 鹿児島県       | 鹿児島放送         | テレビ朝日系列                               | 同時ネット |                                   |